# Стефанчук Руслан Олексійович
Русла́н Олексі́йович Стефанчу́к (нар. 29 жовтня 1975, Тернопіль, Українська РСР, СРСР) — український правознавець та політик, державний діяч, голова Верховної Ради України IX скл. з 8 жовтня 2021. У 2019—2021 роках — радник Президента України, перший заступник Голови Верховної Ради України (29 травня 2019 — 7 жовтня 2021), представник президента у Верховній Раді (21 травня 2019 — 7 жовтня 2021). Доктор юридичних наук. Заслужений діяч науки і техніки України. Син Олексія Стефанчука.
Один з ідеологів владної партії «Слуга народу». Член РНБО з 14 жовтня 2021 року. Співголова міжпарламентської ради Україна-НАТО. Співголова міжпарламентської асамблеї ВРУ з Сеймом Литви та Сеймом і Сенату Польщі. Співголова міжпарламентської асамблеї ВРУ з Парламентом Грузії, Парламентом Молдови. Голова Виконавчого комітету Національної парламентської групи в Міжпарламентському союзі, член групи з міжпарламентських зв'язків з Австрією.

## Життєпис
Народився 29 жовтня 1975 року в Тернополі у сім'ї медиків.
Грав у КВН у команді «Три товстуни», основу якої складали випускники Хмельницького інституту регіонального управління і права, і Стефанчук був одним із перших авторів і учасників команди.
10 вересня 2018 року подавав заяву на конкурс на посаду судді Касаційного цивільного суду у складі Верховного Суду.

### Освіта
- загальна середня освіта (з відзнакою), загальноосвітня середня школа № 18, Хмельницький, 1992;
- вища освіта (диплом з відзнакою), спеціальність «Правознавство», Хмельницький інститут регіонального управління та права (1997 р.);
- вища освіта, спеціальність «Менеджмент виробничої сфери», Технологічний університет Поділля (1999 р.).

### Професійна діяльність
До 2019 року займався освітньою, науковою та адвокатською діяльністю. Працював у Хмельницькому університеті управління та права (на сьогодні — Хмельницький університет управління та права імені Леоніда Юзькова), Інституті законодавства Верховної Ради України, Національній академії прокуратури України та Вищій школі адвокатури.
Напрямки професійної діяльності: правотворчість, проблеми цивільного (приватного) права, особисті немайнові права, договірні та деліктні зобов'язання, право інтелектуальної власності, європейське приватне право, діяльність Європейського суду з прав людини, юридична освіта та наука.
Був помічником-консультантом народного депутата шостого скликання (від блоку «Наша Україна — Народна самооборона») Анатолія Матвієнка, а також радником віцепрем'єра Степана Кубіва.

### Політика
18 квітня 2019 року кандидат у президенти Зеленський в ток-шоу «Право на владу» назвав Стефанчука однією з ключових фігур своєї команди, ідеологом партії «Слуга народу» та експертом з реформування державних правових інститутів та законопроєктної роботи.
З 21 травня 2019 року по 7 жовтня 2021 року — радник президента, представник президента у Верховній Раді (19 серпня 2019 року двома виданими в один день указами Зеленський звільнив і знову перепризначив Стефанчука своїм представником у Раді).

### Народний депутат України
Кандидат у народні депутати від партії «Слуга народу» на парламентських виборах 2019 року, № 2 у списку. Безпартійний.
Обраний народним депутатом України за партійним списком партії «Слуга народу», повноваження набув 29 серпня 2019 року.

### Перший заступник Голови ВРУ
29 серпня 2019 року був обраний Першим заступником Голови ВРУ. Входить до складу Національної ради реформ, Національної ради з питань антикорупційної політики. У Верховній Раді України очолював робочі групи з розробки законопроєктів у сфері народовладдя; з розробки законопроєкту про парламентську опозицію; з рекодифікації цивільного законодавства. Автор низки законопроєктів.

### Голова Верховної Ради України
8 жовтня 2021 року обраний головою Верховної Ради України. За Стефанчука проголосував 261 депутат за мінімально необхідних 226. 3 депутати виступили «проти», 63 — утрималися, 29 — не голосували. Кандидатами також були двоє представників фракції «Європейська солідарність» — Олексій Гончаренко та Яна Зінкевич, які отримали 44 та 146 голосів відповідно.

## Міжнародна діяльність
Руслан Стефанчук, Голова Верховної Ради України, здійснює активну міжнародну діяльність, спрямовану на поглиблення співпраці України з іноземними партнерами, підтримку євроатлантичної інтеграції та забезпечення міжнародної підтримки у протидії російській агресії. Його виступи в межах престижних міжнародних парламентських платформ і безпосередньо в парламентах ключових європейських і світових держав стали важливими етапами дипломатичної роботи України у 2022–2025 роках. За цей період, за даними Верховної Ради України станом на липень 2025 року, Стефанчук виступив у 46 міжнародних заходах та парламентах різних країн світу.

### Виступи у провідних європейських парламентах
Стефанчук неодноразово звертався до депутатів Європейського Парламенту — як під час широкомасштабного вторгнення Росії на початку 2022 року, так і в наступні роки. 1 березня та 8 червня 2022 року він виступив у Європарламенті, закликаючи до посилення санкційного тиску на Росію та розширення допомоги Україні. 8 червня 2022 року під час виступу в Страсбурзі Стефанчук закликав надати Україні статус кандидата на членство в ЄС.
Результатом обʼєднаних дипломатичних зусиль української влади стало рішення Європейської ради про надання Україні статусу кандидата на членство в ЄС.1 липня 2022 року в сесійній залі парламенту під час пленарного засідання Президент Володимир Зеленський, голова Верховної Ради Руслан Стефанчук та прем'єр-міністр Денис Шмигаль підписали спільну заяву щодо рішення Європейської ради про надання Україні статусу кандидата на членство в ЄС. Тоді ж відбулося урочисте встановлення прапора Європейського Союзу у залі засідань Верховної Ради України .
11 лютого 2025 року Стефанчук знову звернувся до Європейського Парламенту з нагоди третьої річниці повномасштабної агресії Росії, заявивши: «Ми продовжуватимемо боротьбу за мир. Мир має бути справедливим, він має бути гідним і має базуватися на принципі «Нічого про Україну без України».
Окремо слід відзначити його виступи у національних парламентах країн, дружніх до України:
- Національна рада Австрії (14 червня 2022);
- Сабор Хорватії (26 жовтня 2022);
- Сеймас Литви (6 грудня 2022, 1 і 24 лютого 2024, 11 березня 2025 з нагоди 35-ї річниці відновлення незалежності Литви);
- Національні збори та Сенат Франції (31 січня — 1 лютого 2023, 18 червня 2025);
- Сейм Польщі (25 травня 2023);
- Риксдаг Швеції (23 травня 2023);
- Саейм Латвії (24 лютого 2023, 22 лютого 2024);
- Федеральні збори Швейцарії (12 червня 2024);
- Парламент Естонії (Рійгікогу) з презентацією Українського Плану перемоги (22 жовтня 2024);
- Палата депутатів Люксембургу (17 червня 2025).

У цих виступах Голова Верховної Ради не лише дякував за підтримку, а й наполягав на подальших кроках для прискорення членства України в європейських структурах, зокрема у співпраці з НАТО та ЄС, а також закликав до мобілізації ресурсів на підтримку захисту України та всього демократичного світу.

### Взаємодія з міжнародними організаціями

Зустріч Голови Верховної Ради України Руслана Стефанчука з Президенткою Європейського Парламенту Робертою Мецолою

Значущою сторінкою діяльності Стефанчука стали виступи на заходах Парламентської асамблеї НАТО. 26 березня 2023 року він виступив на засіданні Постійного комітету в Осло у режимі відеозвернення, 9 жовтня 2023 року брав участь у 69-ій щорічній сесії в Копенгагені онлайн. Особливо значущим став його виступ 9 липня 2024 року під час Парламентського Саміту НАТО у Вашингтоні, де він засудив смертоносні російські ракетні атаки на дитячу лікарню. 25 листопада 2024 року Стефанчук виступив під час пленарного засідання 70-ї щорічної сесії Парламентської асамблеї НАТО в Монреалі, Канада, а 20 червня 2025 року взяв участь у черговому Парламентському саміті НАТО.
Важливою є також участь у роботі Парламентської асамблеї Ради Європи, де 16 квітня 2024 року Стефанчук виступив у Страсбурзі, а також у Європейських конференціях голів парламентів (24 квітня 2023 у Празі, 20 березня 2025 у Страсбурзі, 12 травня 2025 у Будапешті).

### Міжнародна Кримська платформа та спеціальні заходи
Руслан Стефанчук є активним учасником усіх Парламентських самітів Міжнародної Кримської платформи, що проводяться за ініціативи та з організаційною участю Верховної Ради України. 
Перший Парламентський саміт Міжнародної Кримської платформи відбувся 25 жовтня 2022 року у Загребі, Хорватія. Його організували Верховна Рада України та Парламент Хорватії. У рамках саміту відбулася пленарна сесія, де обговорювалися питання деокупації Криму та підтримки України. Кримська платформа загалом була офіційно започаткована 23 серпня 2021 року на установчому саміті в Києві.
Другий Парламентський саміт Міжнародної Кримської платформи відбувся 24 жовтня 2023 року в Празі, де Стефанчук підкреслив, що проведення Парламентського саміту Міжнародної Кримської платформи у Празі ще більше наблизить нас до звільнення Криму та усіх окупованих територій. 
24 жовтня 2024 року він виступив на Третьому Парламентському саміті Міжнародної Кримської платформи в Ризі, а 11 вересня 2024 року взяв участь у четвертому саміті "Кримської платформи" у Києві.

Учасники міжнародного Саміту у Бучі

Особливе значення в міжнародній діяльності Руслана Стефанчука мав Бучанський саміт 2025 року, організований Верховною Радою України спільно до дня деокупації Київщини. Захід відбувся 31 березня 2025 року у Бучі, ставши важливою міжнародною платформою, яка зібрала спікерів та віце-спікерів парламентів 17 європейських країн і представників Європейського парламенту. 
Основною метою Саміту було документування і донесення світовій спільноті інформації про воєнні злочини та злочини проти людяності, скоєні російськими військами під час окупації Бучі та інших міст Київської області у 2022 році. Саміт включав виступи свідків, експертні дискусії, презентації зібраних доказів і свідчень, які стали ключовими для подальшого притягнення винних до відповідальності.

Учасники Парламентського Саміту G7 (2024 рік)

Голова Верховної Ради України Руслан Стефанчук у своєму виступі наголосив на необхідності створення спеціального міжнародного трибуналу для розслідування злочинів росії та забезпечення невідворотності покарання для тих, хто порушував міжнародне право та базові принципи людяності.
Саміт завершився прийняттям спільної заяви учасників, в якій парламенти країн Європейського Союзу та міжнародні партнери закликали до активізації зусиль із забезпечення справедливості для жертв російської агресії та підтримали ідею створення спеціального міжнародного трибуналу.
Серед інших значущих заходів слід відзначити виступ 6 вересня 2024 року під час інавгураційної сесії голів парламентів країн Групи семи (G7) у Вероні, Італія, та участь у 16-му Галіфакському міжнародному безпековому форумі в Канаді 23 листопада 2024 року.

### Нагороди та визнання
1 червня 2023 року під час спеціального засідання Сеймаса Литовської Республіки Стефанчуку було вручено престижну нагороду Сеймаса — Зірку Олександра Стульгінскіса за внесок у розвиток українсько-литовських парламентських відносин та значний внесок української сторони у європейську демократію та міжнародну безпеку.

### Ключові напрями діяльності
Стефанчук послідовно акцентував на необхідності об'єднання зусиль міжнародної спільноти для зміцнення санкціонного тиску на Росію, притягнення агресора до міжнародної відповідальності, підтримки українських захисників, гуманітарних ініціатив і забезпечення енергетичної безпеки України. Усі ці заходи стали платформами для донесення до широкої міжнародної аудиторії позиції України щодо засад миру, післявоєнної відбудови, реформ і незворотності європейського курсу держави.
Міжнародна діяльність Стефанчука характеризується послідовним просуванням інтересів України на міжнародній арені, зокрема в питаннях європейської та євроатлантичної інтеграції, отримання військової та фінансової допомоги, а також консолідації міжнародної підтримки у протидії російській агресії.

## Сім'я
Діти — син Олесь і донька Злата. Навчаються на юристів, син в Україні, донька навчалася у Відні, але після повномасштабного вторгнення Росії повернулася до Києва. Донька знає 6 мов.

## Критика
За інформацією руху «Чесно», Стефанчук не має у власності житла в Києві, отримував з бюджету компенсацію орендної плати за винайм квартири у матері дружини. Стефанчук заявив, що отримані як компенсацію кошти вже повернув.

## Наукові ступені та вчені звання
- кандидат юридичних наук (2000 р.);
- доцент (2003—2019 роки);
- доктор юридичних наук (2008 р.);
- професор з 2008 р.;
- член-кореспондент Національної академії правових наук України (з 2009 р.);
- дійсний член (академік) Національної академії правових наук України (з 2020 р).

## Відзнаки
- грамота Хмельницької обласної адміністрації (2001, 2007 рр.);
- грамота Міністерства освіти і науки України (2007 р.);
- подяка Міністерства юстиції України (2008 р.);
- лауреат Премії Кабінету Міністрів України за особливі досягнення молоді у розбудові України у номінації «За наукові досягнення» (розпорядження Кабінету Міністрів України від 16.06.2010 № 1234-р)[40];
- подяка Генерального прокурора України (15.08.2014 р.);
- почесна грамота Вищого спеціалізованого суду України з розгляду цивільних і кримінальних справ (18.03.2016 р.);
- почесна відзнака Національної асоціації адвокатів України (14.12.2016 р.);
- почесне звання «Заслужений діяч науки і техніки України» (01.12.2017 р.)[41];
- лауреат Премії імені Ярослава Мудрого у номінації «За видатні заслуги у законотворчій, судовій та правозастосовній діяльності» (2020 р.)[42].

## Публікації
Опублікував понад 500 наукових та навчально-методичних праць. Обрані: 
- «Захист честі, гідності та ділової репутації в цивільному праві: монографія» (2001);
- «Правознавство: навчальний посібник» (2002, 2008);
- «Цивільне право України: навчальний посібник» (2004, 2009);
- «Загальнотеоретичні проблеми поняття та системи особистих немайнових прав фізичних осіб у цивільному праві України: монографія» (2006);
- «Особисті немайнові права фізичних осіб у цивільному праві (поняття, зміст, система, особливості здійснення та захисту): монографія» (2007, 2008);
- «Юридичне Поділля. Інформаційно-довідкове видання» (2007);
- «Кодифікація цивільного законодавства на українських землях: у 2 т.» (у співавт., 2009);
- «Актуальні проблеми цивільного права: особисті немайнові права» (у співавт., 2010);
- «Право світової організації торгівлі: Основні установчі акти. Англо-російсько-український глосарій» (у співавт., 2011);
- «Цивільний кодекс України: Науково-практичний коментар» (у співавт., 2011);
- «Охорона і захист прав та інтересів фізичних та юридичних осіб в цивільних правовідносинах» (у співавт., 2011);
- «Правове письмо: навчально-методичні матеріали» (2011);
- «Регистрация субъектов предпринимательской деятельности: Россия и СНГ» (у співавт., 2012);
- «Проблеми законодавчого забезпечення пріоритетних сфер суспільних відносин» (у співавт., 2012);
- «Цивільне законодавство України в контексті розвитку європейського приватного права: монографія»;
- «Науково-практичний класифікатор цивільного законодавства: науково-практичний посібник» (у співавт., 2013);
- «Правова доктрина України: у 5 т. Т. 3: Доктрина приватного права України» (у співавт., 2013 (укр.), 2017 (англ.));
- «Представництво прокурором інтересів громадянина або держави в суді: підручник» (у співавт., 2014);
- «Класифікаційний адвокатський іспит: навчальний посібник» (у співавт., 2017);
- «Народовладдя в Україні: глобалізаційні виклики» (у співавт., 2020);
- «Emergency legal regimes and direct exercise of power by Ukrainian society» (у співавт., 2020 (англ.)).